# Узунян, Роман Васильевич
Узунян Роман Васильевич (род. 1983) — российский спортсмен, мастер спорта России международного класса по кёкусинкай, обладатель 2-го дана, чемпион мира по каратэ кекусинкай (IFK), чемпион Российской Федерации.

## Биография
Родился в семье Узунян Василия Шагеновича и Узунян Алины Ивановны. В 6 лет увлёкся единоборствами. В 2000 году закончил 578 школу и поступил в Архитектурно-строительстьный Университет. В 2001 году начал тренерскую деятельность, первыми учениками были школьные друзья. Окончив университет в 2006 устроился в реставрационную компанию на должность архитектора. Окончил Институт им. Лесгафта — специалист «Физкультуры и спорта» и курсы «Психологическое сопровождение спортивной деятельности», Санкт-Петербургский государственный архитектурно-строительный университет — архитектор-реставратор, ИЖЭКОН — «Президентская программа» курс профессиональной подготовки управленческих кадров.
Тренироваться начал в 1994 году, в Санкт-петербургском клубе «Танрэн», под руководством Алексея Андреева (II дан), в настоящее время тренируется в сборной Санкт-Петербурга под руководством Игоря Пеплова, ведёт тренерскую работу в клубе «Финист».
Спортивную карьеру завершил в 2008 году на «Битве чемпионов-3» в Москве боем против пятикратного чемпиона мира по кикбоксингу и тайскому боксу Александра Погорелова, поединок завершился вничью.

## Достижения в каратэ Кекусинкай
- Мастер спорта международного класса, II дан.
- Серебряный призёр Чемпионата России, 2008
- Чемпион IV Открытого Чемпионата Европы по кекусинкай каратэ, Самара, 2007
- Чемпион Северо-Западного Федерального округа России, 2007
- Серебряный призёр Чемпионата России, 2007
- Бронзовый призёр I Открытого Чемпионата Европы кекусин-кан каратэ, Киев, 2006
- Чемпион Северо-Запада России, 2006 год (турнир им. Каплина)
- Чемпион ВУЗов Северо-Запада России по кекусинкай (2006)
- Чемпион Мира (IFK) (2005)
- Серебряный призёр Чемпионата России (2005)
- Чемпион России (2005)
- Чемпион Открытого Чемпионата Москвы (2005)
- Чемпион Северо-Запада России по кекусинкай (2005)
- Чемпион Открытого Чемпионата Санкт-Петербурга по шинкекушинкай (2005)
- Чемпион России (2004)
- Чемпион Кубка Мира (2004)
- Бронзовый призёр Чемпионата России (2003)
- Бронзовый призёр Чемпионата России (2003)
- Серебряный призёр (2003, 2004) чемпионата Москвы
- Серебряный призёр Кубка Москвы (2003)
- Чемпион (2002, 2003) и бронзовый призёр (2001) турнира памяти Каплина, серебряный (2002) и бронзовый (2003) призёр чемпионата Северо-запада России
- Победитель I и II Чемпионата Санкт-Петербурга по детям (1994, 1995)

## Достижения в других единоборствах
- Чемпион Открытого чемпионата Санкт-Петербурга по каратэ УКАДО (Универсальное) (2005)
- Чемпион ВУЗов СПб по Tai-kwon-do (2001)
- 2 место на Чемпионате ВУЗов СПб по боевому самбо (2004)
- 2 место на Всероссийском турнире памяти заслуженного тренера России В. А. Васина по боксу (2002)
- 3 место на чемпионате ВУЗов СПб по спортивно-боевому самбо (2001)

## Тренерская работа, работа со спортсменами
Тренер сборной Санкт-Петербурга с 2006 по 2010 год. В 2007 году команда Санкт-Петербурга завоевала 1 общекомандное место на чемпионате России завоевав два золота и два серебра. В 2009 году Александр Ерохин стал чемпионом мира, а Роман Узунян был награждён премией Ассоциации Киокусинкай России за подготовку чемпиона мира. В 2013 году спортсменка Мария Баргамон стала чемпионкой Евразии, в первом бою одержав победу над чемпионкой мира 2013 года.
За сезон 2013—2014 команда Романа Узуняна приняла участие в 50 мероприятиях .
Из них организовано 19 (6 Соревновательных мероприятий, 7 Показательных выступлений, 3 Мастер — Класса, 3 Учебно — тренировочных сбора)
Аттестовались на пояса 70 человек.
Завоевано: 27 золотых медалей, 30 серебряных медалей, 18 бронзовых медалей, 6 спортсменов получили звание «Кандидат в мастера спорта»,
1 спортсмен получили звание «Мастер спорта России», два приза за лучшую технику и два приза за волю к победе.
Приняли участие в таких мероприятиях как: Чемпионат Евразии, Чемпионат России, Чемпионат СЗФО, Первенство СЗФО, Чемпионат Санкт — Петербурга, Чемпионат Москвы, Олимпиада Боевых Искусств Восток- Запад, Всероссийский турнир «Самарский Мастер», Всероссийский турнир «Сэйкен» , Всероссийский турнир «Московский Кайман» , Кубок Санкт — Петербурга, Чемпионат Санкт — Петербурга АКР, Чемпионат ВУЗов СПб, Кубок Санкт — Петербурга по ката, Чемпионат Ленинградской Области, Всероссийский турнир « Северное Сияние» , Кубок Апакидзе.

## Ученики
- Иванов Дмитрий Михайлович
- Шамилишвили Давид
- Мария Узунян (Баргамон)
- Иванов Дмитрий Сергеевич

## Общественная деятельность
C 2012 года исполнительный директор Санкт-Петербургской «Федерации Кекусин каратэ-до». Регулярно участвует в организации турниров, показательных выступлениях и мастер-классах для детей, юношей и взрослых, таких как: чемпионат и первенство Фрунзенского района, турнир памяти В. А. Соловьева, Кубок Санкт-Петербурга, Первенство Северо-Западного федерального округа, спортивных праздников «День каратэка», «Я выбираю спорт» и «Купчино выбирает спорт» и другое.

## Семья
Жена — Мария, Дети: Василиса, Милена, Мира, Василий, Лиана